# Kreiszeitung
Die Kreiszeitung ist eine Tageszeitung in Niedersachsen. Sitz ist die Stadt Syke (Landkreis Diepholz) etwa 20 Kilometer südlich von Bremen.

## Geschichte
Die Anfänge des Blattes gehen bis in das Jahr 1859 zurück, als der Buchdrucker Gustav Knauer in der Grafschaft Hoya (heute Landkreis Nienburg/Weser) mit der Herausgabe eines periodisch erscheinenden Blattes begann. 1872 gründete das Unternehmen einen weiteren Verlag im benachbarten Syke. Die beiden Blätter wurden regional führend. 1943 wurde die Zusammenlegung beider Blätter verfügt. Ab 1945 durfte die Kreiszeitung nicht mehr erscheinen.
Ab dem 1. Oktober 1952 erschien die von den Verlagseignern neu gegründete Kreiszeitung für die Grafschaft Hoya wieder. 1971 fusionierte das Blatt mit dem Allgemeinen Anzeiger Brinkum bei Bremen (Gemeinde Stuhr). 1974 begann eine Kooperation mit der Aller-Weser-Zeitung in Verden, die zwei Jahre später mit der Kreiszeitung Syke fusionierte. Mit der Kreisreform 1977 fusionierte der Syker Verlag mit den südlichen Nachbarn im neuen Landkreis Diepholz, dem Diepholzer Kreisblatt und der Sulinger Kreiszeitung. 2004 kam es zur vorerst letzten Fusion. Die Kreiszeitungs-Verlagsgesellschaft übernahm die Mehrheitsbeteiligung am Verlag Karl Sasse in Rotenburg (Wümme), der unter anderem die Rotenburger Kreiszeitung herausgibt. Im Gegensatz zu allen übrigen Zeitungstiteln der Kreiszeitung Mediengruppe ist die Rotenburger Kreiszeitung in der Anzeigentarifgemeinschaft „Bremer Anzeigenblock“ der Bremer Tageszeitungen AG.
Seit 2017 ist die DeichStube Teil der Sportredaktion der Kreiszeitung. Die ausgelagerte Abteilung erstellt und veröffentlicht journalistische Inhalte rund um den Fußballklub Werder Bremen. Das crossmediale Projekt wurde 2017 mit dem Niedersächsischen Sportjournalistenpreis in den Kategorien Digital (Sieger) und Print (2. Platz) ausgezeichnet.  Seit 2021 besteht ein Joint Venture mit dem Weser-Kurier, der wie die Kreiszeitung 50 Prozent an der Deichstube GmbH hält.

## Auflage
Die Kreiszeitung hat wie die meisten deutschen Tageszeitungen in den vergangenen Jahren an Auflage eingebüßt. Die verkaufte Auflage ist in den vergangenen 10 Jahren um durchschnittlich 3,2 % pro Jahr gesunken. Im vergangenen Jahr hat sie um 4,8 % abgenommen. Sie beträgt gegenwärtig (2023) 46.268 Exemplare. Der Anteil der Abonnements an der verkauften Auflage liegt bei 90 Prozent. Die Auflage des E-Papers elona verzeichnet steigende Verkaufszahlen. Im Jahr 2019 erhöhte sich die verkaufte Auflage von 3.274 im 4. Quartal 2018 auf 3.821 im 4. Quartal 2019, ein Anstieg von 16,7 %.
| 1998  | 1999  | 2000  | 2001  | 2002  | 2003  | 2004  | 2005  | 2006  | 2007  | 2008  | 2009  | 2010  | 2011  | 2012  | 2013  | 2014  | 2015  | 2016  | 2017  | 2018  | 2019  | 2020  | 2021  | 2022  | 2023  | 2024  |
| ----- | ----- | ----- | ----- | ----- | ----- | ----- | ----- | ----- | ----- | ----- | ----- | ----- | ----- | ----- | ----- | ----- | ----- | ----- | ----- | ----- | ----- | ----- | ----- | ----- | ----- | ----- |
| 81787 | 80858 | 80710 | 80484 | 79111 | 77509 | 75928 | 74264 | 73076 | 71434 | 71024 | 69360 | 68639 | 66661 | 66965 | 66129 | 64373 | 62475 | 60691 | 59005 | 57381 | 55739 | 54174 | 53532 | 50851 | 48904 | 46571 |

## Bedeutung
Das Blatt erscheint in zwei niedersächsischen Landkreisen quasi monopolartig oder deutlich dominierend (Landkreise Diepholz, Verden) und in drei weiteren Landkreisen in Teilgebieten (Oldenburg, Rotenburg, Nienburg). Das Erscheinungsgebiet liegt damit in zwei Dritteln des einwohner- und kaufkraftstarken Bremer Umlandes (Metropolregion Nordwest), wodurch sich die Kreiszeitung Syke neben der Bremer Tageszeitungen AG zu einem großen Faktor der Zeitungslandschaft der Region entwickelt hat. Unter dem Namen Diepholzer Kreisblatt erscheint die Zeitung darüber hinaus im nordwestlichen Teil des Kreises Minden-Lübbecke (Nordrhein-Westfalen).

## Kreiszeitung Verlagsgesellschaft
Die Kreiszeitung erscheint in folgenden Kopfausgaben:
- Kreiszeitung mit
  - Kreiszeitung Nord
  - Kreiszeitung West
  - Kreiszeitung Ost
- Verdener Aller-Zeitung
- Achimer Kreisblatt
- Thedinghäuser Zeitung
- Sulinger Kreiszeitung
- Diepholzer Kreisblatt
- Wildeshauser Zeitung
- Rotenburger Kreiszeitung mit
  - Visselhöveder Nachrichten

Der Verlag ist mit zahlreichen Außenredaktionen und Geschäftsstellen im Erscheinungsgebiet sowie mit einer eigenen Lokalredaktion in Bremen vertreten. Er betreibt am Verlagssitz in Syke eine Vollredaktion, die die Mantelseiten für zahlreiche andere Blätter des Ippen-Konzerns liefert. Die Kreiszeitung mit ihren Tochterunternehmen ist außerdem ein bedeutender Druckdienstleister. Neben eigenen Tageszeitungen und Wochenblättern werden auf den drei Rotationen des Verlages (Berliner, Rheinisches und Nordisches Format) in Syke und Walsrode unter anderem täglich rund 300.000 Exemplare der Bild-Zeitung gedruckt.
Haupteigner der Kreiszeitung Syke ist mit 50,4 Prozent der Anteile der Verleger Dirk Ippen, dessen Gruppe aus kleinen bis mittleren Lokal- und Regionalblättern mittlerweile zu einem der größten deutschen Zeitungskonglomerate angewachsen ist. Die übrigen Anteile liegen in den Händen der lokalen Alt-Verleger der Ursprungsblätter.

## Plietsch GmbH
Im Februar 2014 wurde innerhalb der Mediengruppe Kreiszeitung die Agentur MK-Digital unter der Leitung von Florian Jamer gegründet. Am 1. Oktober 2016 folgte die Ausgliederung der Abteilung aus der Mediengruppe Kreiszeitung sowie die Umfirmierung in Plietsch GmbH. Der Gesellschaftsvertrag datiert sich auf den 5. September 2016. Am 11. Oktober 2016 folgte die Bekanntmachung im Handelsregister. Die Kreativ- und Digitalagentur Plietsch mit ihren Schwerpunkten Grafik und Konzeption, technische Entwicklung, Vermarktung, Corporate Publishing und Employer Branding hat ihren Sitz in Bremen.